# Hexaspermum
Hexaspermum é um género botânico pertencente à família Euphorbiaceae.

## Sinonímia
| - Aalius Lam. ex Kuntze - Breyniopsis Beille - Ceratogynum Wight - Diplomorpha Griff. - Heterocalymnantha Domin | - Hexadena Raf. - Ibina Noronha - Sauropus Blume - Synastemon F.Muell. - Synostemon F.Muell. |

## Espécie
Hexaspermum paniculatum Domin

## Nome e referências
- Hexaspermum Domin